# الجامعة القرغيزية الروسية - سلافينسكي
| الجامعة القرغيزية الروسية - سلافينسكي | |
| ------------------------------------- | --- |
| سنة الإنشاء                           | 1992 |
| نوعها                                 | حكومية |
| رئيس الجامعة                          | البروفسور دكتور في العلوم التقنية الأستاذ الأكاديمي في الأكاديمية الوطنية للعلوم بجمهورية قيرغيزستان فلاديمير إيفانوفيتش نيفادييف |
| الطلاب                                | أكثر من 11 ألف طالب وطالبة |
| المدرسين                              | 1973 مدرس |
| الموقع                                | بشكيك، قرغيزستان |
| العنوان                               | جمهورية قيرغيزستان، بيشكيك، شارع كييفسكايا 44                                                                                     |
| الموقع الإلكتروني                     | krsu.edu.kg |
| الجوائز                               | Dostuk |

الجامعة القرغيزية الروسية سلافينسكي (السلافية) 
Kyrgyz-Russian Slavic University named after Boris Yeltsin (Russian: Киргизско-российский славянский университет имени Бориса Ельцина)
هي مؤسسة للتعليم العالي تابعة لجمهورية قيرغيزستان وروسيا . تقع الجامعة في عاصمة قيرغيزستان - بيشكيك . وهي عضو في اتحاد الجامعات الروسية.

## التاريخ
تم افتتاح الجامعة القيرغيزية الروسية - سلافينسكي في عام 1993 وفقًا لمعاهدة الصداقة والتعاون المتبادل بين جمهورية قيرغيزستان والاتحاد الروسي في (موسكو، 10 يونيو 1992) ، وهذا بموجب مرسوم صادر عن رئيس جمهورية قيرغيزستان (بيشكيك، 28 سبتمبر 1992) والاتفاقية القائمة بين حكومتي جمهورية قيرغيزستان والإتحاد الروسي بشأن شروط إنشاء المنشآت والمباني للجامعة القيرغيزية الروسية سلافينسكي (بيشكيك، 09.09.1993) ، وصدر قرار حكومة الاتحاد الروسي (موسكو ، رقم 149 بتاريخ 23 فبراير 1994. ) بأمر رقم 326-128 / 1 بتاريخ 2/14/1994 رئيس الجنة الدولية في الاتحاد الروسي للتعليم العالي وبأمر من وزير التعليم والعلوم في جمهورية قيرغيزستان.
دخل أول 200 طالب إلى عتبة الجامعة في عام 1993، وفي عام 1997 ، تخرجت أول دفعة للبكالوريوس ، وبعدها بعام في 1998 تخرجت أول دفعات الدبلوم.
في عام 2004 بموجب مرسوم صادر عن رئيس جمهورية قيرغيزستان ، تم تسمية الجامعة باسم أول رئيس للاتحاد الروسي بوريس نيكولايفيتش يلتسين كعلامة على الامتنان والاحترام الخاصين للمساهمته الكبيرة في إنشاء الجامعة القيرغيزية الروسية - سلافينسكي، وطوال سنوات عمل الجامعة حافظت باستمرار على الاتصالات الوثيقة مع مؤسسة يلتسين التي تقدم دعمًا ماليًا كبيرًا في شكل منح شخصية لأفضل 50 طالبًا، وتساعد في تزويد الجامعة بمعدات تعليمية حديثة.
وبمساعدة مؤسسة يلتسين ، عقدت دورات أولمبية ومؤتمرات علمية وعملية دولية حول الحفاظ على مساحة تعليمية واحدة في رابطة الدول المستقلة. وعلى حساب الدعم المالي للصندوق يتم تزويد الجامعة بوصول عالي السرعة إلى الإنترنت العالمي.
في سبتمبر 2008 أثناء الاحتفال بالذكرى الخامسة عشرة للجامعة القيرغيزية الروسية - سلافينسكي في ساحة المبنى الرئيسي للجامعة تم وضع تمثال فخري من البرونز للرئيس الأول للاتحاد الروسي ب. ن. يلتسين.

## التقييمات
في عام 2014 ، أدرجت وكالة Expert RA الجامعة في قائمة أفضل المؤسسات التعليمية في رابطة الدول المستقلة ، حيث تم منحها تصنيف تصنيف "D".[بحاجة لمصدر]
أيضاً حصلت على المركز الأول بين جامعات قرغيزستان حسب التصنيف العالمي unipage  وحصلت على الترتيب 7050 بين 12 ألف جامعة كانت مؤهلة لدخول تصنيف The Ranking Web

## الجوائز
- شارة "Dostuk" (في 30 أغسطس 2017 ، قيرغيزستان ) - لمساهمة خاصة في تنمية الإمكانات الاجتماعية والاقتصادية والروحية والفكرية لجمهورية قيرغيزستان.[6] قدمها رئيس وزراء قيرغيزستان سابار إيزاكوف إلى رئيس الجامعة فلاديمير نيفادييف.[7][8]
- شكر رئيس الاتحاد الروسي ( 29 يونيو 2018 ) - على المساهمة الكبيرة في الحفاظ على اللغة والثقافة الروسية وتطويرها في جمهورية قيرغيزستان ومنطقة آسيا الوسطى.[9]
- شكر رئيس الاتحاد الروسي ( 5 سبتمبر 2003 ) على المساهمة الكبيرة في تطوير التعاون الروسي القرغيزي في مجال التعليم.[10]

## بناء
يوجد بالجامعة 14 مبنى أكاديمي و 43 مختبراً ومكتبة و 7 غرف قراءة. تتكون إدارة الجامعة من الإدارة والمجلس الأكاديمي ومجلس الأمناء. رئيس الجامعة - دكتور علوم، ، أستاذ أكاديمي في الأكاديمية الوطنية للعلوم في قيرغيزستان وأكاديمي في الأكاديمية الدولية للمعلوماتية والأكاديمية الدولية لعلوم التعليم العالي فلاديمير إيفانوفيتش نيفادييف.

### الكليات
تضم الجامعة حاليًا 8 كليات و80 قسمًا و6 معاهد بحثية و15 مركزًا علميًا وتعليميًا و4 مختبرات وعيادة قانونية ومركزًا طبيًا و25 صالة لياقة بدنية.
- كلية تقنية طبيعية
  - قسم الرياضيات التطبيقية والمعلوماتية
  - قسم تكنولوجيا المعلومات والحوسبة
  - قسم الفيزياء والالكترونيات الدقيقة
  - قسم الميكانيكا
  - قسم الاجهزه
  - دائرة النقل البري
  - قسم الأرصاد والبيئة وحماية البيئة
  - إدارة التنمية المستدامة للبيئة والسكك الحديدية البيلاروسية
  - قسم مصادر الطاقة غير التقليدية والمتجددة
  - قسم العمليات الفيزيائية للتعدين
  - قسم الرياضيات العليا
  - قسم شبكات الاتصالات وأنظمة الاتصالات
  - قسم المعلوماتية
- كلية الاقتصاد
  - إدارة الشؤون الإدارية
  - دائرة المالية والائتمان
  - قسم النظرية الاقتصادية
  - قسم الاقتصاد وإدارة المشاريع
  - قسم الطرق الرياضية وبحوث العمليات في الاقتصاد
  - قسم المحاسبة والتحليل والمراجعة
  - قسم التربية البدنية
- كلية الحقوق
  - قسم القانون الإداري والمالي
  - قسم القانون المدني والإجراءات
  - قسم علوم الطب الشرعي
  - قسم النظرية وتاريخ الدولة والقانون
  - قسم القانون الجنائي وعلم الجريمة
  - قسم الإجراءات الجنائية والطب الشرعي
  - قسم القانون الدولي والدستوري
  - مركز التربية القانونية السريرية
- كلية العلوم الإنسانية
  - قسم اللغة الروسية
  - قسم علم النفس
  - قسم التاريخ ونظرية الأدب
  - قسم التاريخ والدراسات الثقافية
  - قسم فلسفة العلوم
  - قسم الفلسفة والعلوم الاجتماعية والسياسية
  - قسم فقه اللغة الجرمانية
  - قسم نظرية وممارسة اللغة الإنجليزية والتواصل بين الثقافات
  - قسم اللغة القيرغيزية
  - قسم الدعاية والإعلان والعلاقات العامة
- كلية العلاقات الدولية
  - قسم العلوم السياسية
  - قسم اللغات العالمية
  - دائرة الاقتصاد الوطني والتنمية الإقليمية
  - قسم العلاقات الدولية
  - قسم الاقتصاد العالمي
  - قسم الصحافة الدولية
  - كرسي اليونسكو في دراسة الثقافات والأديان العالمية
  - قسم اللغات الأجنبية (بين الكلية)
  - مركز الدراسات الأمريكية
  - مركز الثقافة الصينية
  - مركز اللغة الكورية
  - مركز علم الترك
  - مركز الدراسات الإيرانية
  - مركز الدراسات الجرمانية
  - مركز المعلوماتية والتدريب اللغوي
  - مركز اليونسكو للثقافة والأديان العالمية
  - مركز اللغة والثقافة اليونانية "ELLAS"
- كلية الطب
  - قسم الكيمياء والكيمياء الحيوية
  - قسم الفيزياء والمعلوماتية الطبية وعلم الأحياء
  - قسم علم وظائف الأعضاء الطبيعي والمرضي
  - قسم التشريح المرضي
  - قسم الطب الشرعي
  - قسم الأنسجة وعلم الخلايا وعلم الأجنة
  - قسم الصيدلة الأساسية والسريرية
  - قسم النظافة
  - قسم الصحة العامة والرعاية الصحية
  - قسم العلاج رقم 1 من تخصصات طب الأطفال وطب الأسنان
  - قسم العلاج رقم 2 تخصص الطب العام
  - قسم الجراحة العامة والكلية
  - قسم جراحة المستشفى
  - قسم جراحة المسالك البولية
  - قسم الرضوض وجراحة العظام
  - قسم طب الأطفال
  - قسم جراحة الأطفال
  - قسم أمراض النساء والتوليد
  - قسم جراحة الأسنان
  - قسم طب الأسنان العلاجي
  - قسم الاستعاضة السنية
  - قسم طب أسنان الأطفال وجراحة الوجه والفكين وجراحة التجميل
  - قسم الأورام والعلاج الإشعاعي
  - قسم التشخيص الإشعاعي
  - قسم طب وجراحة العيون وطب الأنف والأذن والحنجرة
  - قسم طب الأعصاب وجراحة الأعصاب والوراثة الطبية
  - قسم الأمراض المعدية
  - قسم الأمراض الجلدية والتناسلية
  - قسم التأهيل الطبي
  - قسم علم النفس الطبي والطب النفسي والعلاج النفسي
  - قسم طب الكوارث
  - قسم أساسيات المعرفة الطبية
  - قسم الأحياء الدقيقة والفيروسات
  - قسم علم الأوبئة والمناعة
  - قسم التشريح والتشريح الطبوغرافي والجراحة الجراحية
- كلية العمارة والتصميم والبناء
  - قسم العمارة
  - قسم أساسيات التصميم المعماري
  - قسم الهندسة المعمارية للمباني الصناعية والمدنية
  - قسم التخصصات الدقيقة
  - قسم الخبرة وإدارة العقارات
  - قسم الهندسة الهيدروليكية والموارد المائية
  - قسم تصميم البيئة المعمارية
  - قسم الشبكات الهندسية وتجهيز المباني
  - قسم التصميم الفني للمنتجات
  - قسم الحماية في حالات الطوارئ
  - قسم الأسس الرياضية للتصميم والعمارة
- كلية التعلم عن بعد

### مكتبة
كان أساس إنشاء المكتبات في الجامعة القرغيزية الروسية - سلافينسكي هو مكتبة الضباط، والتي تضم الآن كلية العلاقات الدولية.
المكتبة لديها أكثر من 200 ألف نسخة، والموظفين 32 شخصاً. في عام 2005 ، تم افتتاح قاعة المكتبة الإلكترونية.

## الروابط
- الموقع الرسمي للجامعة القرغيزية الروسية - سلافينسكي
- الموقع الرسمي لكلية العلاقات الدولية في الجامعة القرغيزية الروسية - سلافينسكي
- موقع مكتبة الجامعة القرغيزية الروسية - سلافينسكي
- شركة رويال للخدمات التعليمية - قرغيزستان